# Seth Payne
(en) Statistiques sur pro-football-reference
Seth Payne, né le 12 février 1975 à Clifton Springs dans l'État de New York, est un joueur de football américain évoluant au poste de defensive tackle en National Football League. Il a joué pour les Jaguars de Jacksonville et les Texans de Houston. Sélectionné en 114e position par les Jaguars lors de la draft 1997 de la NFL, il joue cinq saisons sous le maillot des Jags. Sélectionné par les Texans lors de la draft d'expansion 2002 de la NFL, il est très présent lors de la première saison des Texans avec 40 plaquages.